# Melanagromyza erawanensis
Melanagromyza erawanensis är en tvåvingeart som beskrevs av Spencer 1986. Melanagromyza erawanensis ingår i släktet Melanagromyza och familjen minerarflugor.
Artens utbredningsområde är Thailand. Inga underarter finns listade i Catalogue of Life.